# عشبية حليزنية هيلتنرية
عشبية حليزنية هيلتنرية (الاسم العلمي: Herbaspirillum hiltneri) هي نوع من البكتيريا، سلبية الغرام، تتبع جنس عشبية حليزنية.